# Joel Smoller
Joel Alan Smoller (né le 2 janvier 1936 à New York; mort le 27 septembre 2017) et un mathématicien américain, qui travaille dans le domaine des équations aux dérivées partielles.

## Formation et carrière
Smoller a étudié au Brooklyn College et a obtenu son doctorat en 1963 à l'Université Purdue, sous la supervision de Meyer Jerison (en) avec une thèse intitulée On Translation-Invariant Linear Functionals. Il a été à l'Université du Michigan, où il obtient en 1969, une pleine chaire et, à partir de 1998 il occupe la chaire Lamberto Cesari de mathématiques. En 1996, il a reçu l'Excellence of Research Award de l'Université du Michigan. En 2003, il est Professeur "Rothschild" à l'Université de Cambridge.

## Travaux
Smoller s'est intéressé au traitement mathématique des équations de réaction-diffusion, des Équations de Navier-Stokes, de la théorie des bifurcations, des généralisations de l'indice de Conley et des ondes de choc dans la théorie de la relativité générale (en partie avec son étudiant Blake Temple). Il a trouvé avec Temple les premières solutions exactes (pour les équations d'Einstein dans le cas d'un fluide parfait). Par la suite, il a également travaillé sur d'autres équations de la physique mathématique, dans le dadre de la théorie de la relativité générale (comme l'équation de Dirac et l'équation d'onde en métrique de Kerr-Newman (en) pour de trous noirs en rotation et les équations d'Einstein-Yang-Mills). Selon ses propres termes, à l'occasion de la cérémonie de remise du prix Birkhoff, il s'intéresse surtout à de nouvelles voies mathématiques dans le traitement de problèmes spécifiques à la physique.

## Prix et distinctions
En 1980-1981, il bénéficie d'une bourse Guggenheim. De 2005 à 2008, il était Senior Humboldt Fellow.
En 2009, il a reçu le prix George David Birkhoff de mathématiques appliquées décerné par l'American Mathematical Society et la Society for Industrial and Applied Mathematics (SIAM). Il était fellow de l'American Mathematical Society.

## Vie privée et mort
Smoller vivait avec sa famille à Ann Arbor. Il mourut en 2017, après une longue maladie.

## Publications
- Shock waves and reaction-diffusion equations, Springer 1983, Grundlehren der mathematischen Wissenschaften
- avec Blake Temple, Jeffrey Groah: Shock wave interactions in General Relativity, Springer 2007
- avec Felix Finster (en), Niky Kamran, Shing-Tung Yau: Linear waves in the Kerr geometry: a mathematical voyage to black hole physics, Bulletin AMS, vol 46, 2009, pp 635–659, en ligne